# Mariola Fuentes
Mariola Fuentes (Marbella, 12 agosto 1970) è un'attrice spagnola.

## Biografia
È la quarta di 7 fratelli.
Generalmente interpreta ruoli tragicomici. Ha iniziato a farsi conoscere nel mondo del cinema nel 1997 recitando nel film Perdona bonita, pero Lucas me quería a mí dei registi Dunia Ayaso e Félix Sabroso. Per le rete La 1 (TVE) ha recitato nella serie A las once en casa vestendo i panni di Charito. Ha ottenuto dei ruoli nei film Carne trémula e Gli abbracci spezzati (Los abrazos rotos) per Pedro Almodóvar. Nel 2019 ha interpretato Rossi de la Vega in ¡Ay, mi madre! di Frank Ariza. Nella miniserie Qualcuno deve morire (Alguien tiene que morir) ha rappresentato la moglie di un comunista, incarcerato dal regime franchista.

## Filmografia

### Televisione
| Anno            | Titolo                                         | Personaggio      | Canale               | Note       |
| --------------- | ---------------------------------------------- | ---------------- | -------------------- | ---------- |
| 1994            | Villarriba y Villabajo                         |                  | La 1 (TVE)           | 25 episodi |
| 1997            | Médico de familia                              | Raquel           | Telecinco            | 11 episodi |
| 1997 - 1998     | A las once en casa                             | Charito          | La 1 (TVE)           | 38 episodi |
| 2000            | El grupo                                       | Marga Montesinos | Telecinco            | 11 episodi |
| 2001            | 7 vidas                                        | Carmen           | Telecinco            | 1 episodio |
| 2004            | Paco y Veva                                    | Electra          | La 1 (TVE)           | 5 episodi  |
| 2005            | Mis adorables vecinos                          | Cuqui López      | Antena 3             | 31 episodi |
| 2008            | Hospital Central                               | Natalia          | Telecinco            | 3 episodi  |
| 2013 - 2014     | Vive cantando                                  | Candela          | Antena 3             | 25 episodi |
| 2018            | El Continental                                 | Clara            | La 1 (TVE)           | 10 episodi |
| 2018            | Arde Madrid                                    | Lola Flores      | #0 (Movistar+)       | 1 episodio |
| 2019            | Instinto                                       | Sonia            | #0 (Movistar+)       | 6 episodi  |
| 2019            | Lontano da te (Lejos de ti)                    | Ignacia Valverde | Telecinco / Canale 5 | 7 episodi  |
| 2020            | Gente hablando                                 | Luisa            | Serie web            | 1 episodio |
| 2020            | Qualcuno deve morire (Alguien tiene que morir) | Rosario          | Netflix              | 3 episodi  |
| 2020 - presente | Señoras del (h)AMPA                            | Yoli             | Telecinco            | ? episodi  |

### Programmi
- El gran reto musical (2017)
- Me resbala (2017)
- Tu cara me suena (2020)

## Cinema
- ¡Ay, mi madre! (2019)

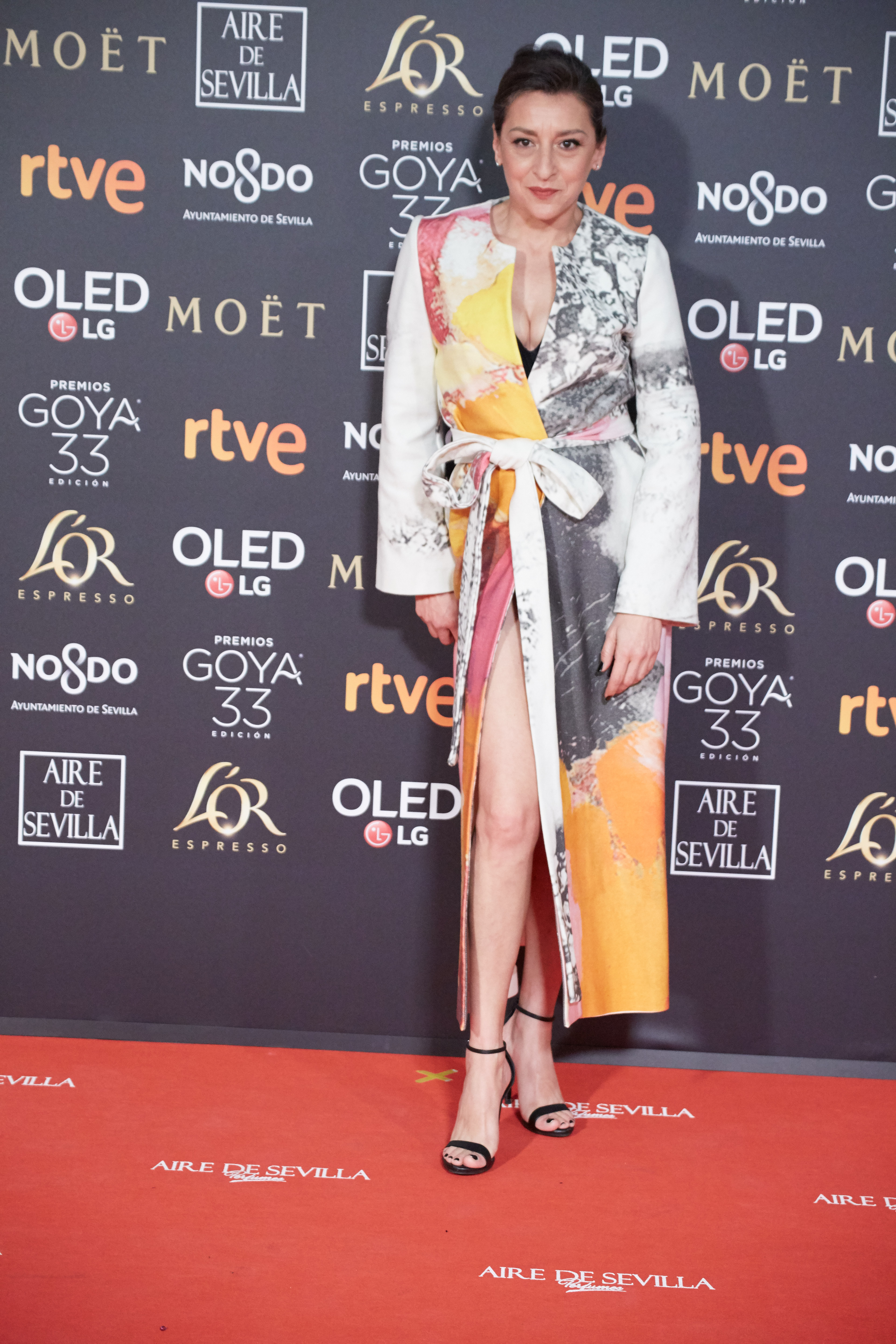
Mariola Fuentes ai Premi Goya 2019.

- Kiki & i segreti del sesso (Kiki, el amor se hace) (2016)
- Los muertos no se tocan, nene (2011)
- Nacidas para sufrir (2009)
- Él nunca lo haría (2009)
- Gli abbracci spezzati (Los abrazos rotos) (2009)
- Chuecatown (2007)
- Manuela (2006)
- Volando voy (2006)
- La vida perra de Juanita Narboni (2005)
- Trileros (2003)
- ¡Descongélate! (2003)
- Dos tipos duros (2003)
- Hotel Danubio (2003)
- Poniente (2002)
- Parla con lei (Hable con ella) (2002)
- El cielo abierto (2001)
- Sexo por compasión (2000)
- Las buenas intenciones (2000)
- Manolito Gafotas (1999)
- O me quieres o me mato (1999)
- La primera noche de mi vida (1998)
- El grito en el cielo (1998)
- Torrente, el brazo tonto de la ley (1998)
- Insomnio (1998)
- Carne trémula (1997)
- ¿De qué se ríen las mujeres? (1997)
- Perdona bonita, pero Lucas me quería a mí (1997)
- Chevrolet (1997)
- Días contados (1994)

## Teatro
- ¡Manos quietas! (2010)
- El manual de la buena esposa (2012)
- The Hole Zero (2016)
- El florido Pensil (2017)

## Premi
- Premio Málaga Cinema 2019 alla carriera[1]